# Великий швейцарський зенненхунд
Великий швейцарський зенненгунд (нім. Grosser Schweizer Sennenhund або фр. Grand Bouvier Suisse) — порода собак, що походить з швейцарських Альп.

## Походження
У 1908 році швейцарський геолог та кінолог Альберт Гайм на виставці виявив великого короткошерстого бернського зенненгунда. На цій основі він визначив власну породу і дав їй назву «Великий швейцарський зенненгунд».
У сучасній літературі часто припускають походження, яке починається з тибетських мастифів і закінчується римськими - але це науково не підтверджено. Причиною цього, йомовірно, стала мода на рубежі 20-го століття створювати вікові генеалогічні дерева. Археологічні знахідки свідчать, що він існує приблизно з 4000 року до нашої ери. А приблизно від 1000 до 600 років до нашої ери на території Швейцарії були собаки, що досягли розміру великого швейцарського зенненгунда.

## Опис
Великий швейцарський зенненгунд розміром до 72 см і вагою до 60 кг є великою потужною собакою і найбільшою з чотирьох порід зенненгундів. Він характеризуються чорним основним забарвленням з коричнево-червоними і білими відмітками (на морді, лапах, грудях і кінчику хвоста), а також короткою або середньої довжини верхнею шерстю з м’яким підшерстком. Колір і забарвлення однакові для всіх чотирьох порід зенненгундів. Великий швейцарський зенненгунд лише трохи більше, ніж бернський зенненгунд, але його легко відрізнити від останнього за короткою шерстю. Має велику потужну голову зі слабо вираженим стопом. Очі карі, відмітки над очима створюють враження так званих «подвійних очей». Вуха трикутні, середнього розміру. У стані спокою вони висять на голові, а в стані спокою повертаються вперед. Грудна клітка глибока і широка, хвіст важкий і в розслабленому стані звисає, часто з білим кінчиком.

## Використання
Великий швейцарський зенненгунд — класичний домашній та фермерський собака, в розумінні сторожевих якостей. Він демонструє сильну захисну поведінку по відношенню до своїх опікунів. Він дуже пильний і повідомляє про відвідувачів, але рідко гавкає без причини. Особливо у вечірні години та у фазі виснаження він шукає близькості до своїх опікунів і знаходить у них безпеку (це одна з причин, чому він непридатний для охорони загонів або розплідників інших тварин). Раніше його використовували як тяглового собаку, тому його також можна добре навчити тягнути упряжки або собачі візки.

## Характеристика
FCI описує його як: безпечного, пильного, пильного і безстрашного в повсякденних ситуаціях, добродушного і ласкавого зі знайомими людьми, впевненого в собі з незнайомими; середній темперамент.

## Здоров'я
Якщо вони походять з хорошої породи, великі швейцарські зенненгунді дуже міцні та здорові собаки. Однак, як і у всіх великих порід собак, існує певна схильність до проблем із суглобами та завороту шлунка.

## Огляд різних порід швейцарських гірських собак
Є чотири різні породи швейцарських зенненгундів (у порядку розміру, починаючи з найбільшої та найважчої породи):
- Великий швейцарський зенненгунд
- Бернський зенненгунд
- Аппенцелль зенненгунд
- Зенненгунд ентлебух